# Geddy Lee
Geddy Lee Weinrib OC (nascido Gary Lee Weinrib; Ontário, 29 de julho de 1953) é um músico canadense, mais conhecido por ser o vocalista, baixista e tecladista da banda de rock Rush. Lee se juntou à banda em setembro de 1968 a pedido de seu amigo de infância Alex Lifeson, substituindo o baixista original e vocalista Jeff Jones. O álbum de estúdio solo de Lee, My Favourite Headache, foi lançado em 2000.
O estilo, a técnica e a habilidade de Lee no baixo inspiraram muitos músicos de rock, como Cliff Burton do Metallica; Steve Harris do Iron Maiden; John Myung do Dream Theater; Les Claypool do Primus; Steve DiGiorgio do Sadus, Death and Testament; e Tim Commerford do Rage Against the Machine e Audioslave. Junto com seus companheiros de banda do Rush - o guitarrista Alex Lifeson e o baterista Neil Peart - Lee foi nomeado Oficial da Ordem do Canadá em 9 de maio de 1996. O trio foi a primeira banda de rock a receber esta honra. Em 2013, o grupo foi introduzido no Hall da Fama do Rock and Roll após 14 anos de elegibilidade. Em 2006, Lee foi classificado em 13º pela Hit Parader em sua lista dos 100 Maiores Vocalistas de Heavy Metal de Todos os Tempos.

## Início de vida
Geddy nasceu Gary Lee Weinrib em 29 de julho de 1953, em Willowdale, Toronto, filho de Morris Weinrib (nascido Moshe Meir Weinrib; 1920–1965) de Ostrowiec Świętokrzyski, Polônia; e Mary "Manya" Rubinstein (nascida Malka Rubinstein; 1925–2021), que também era da Polônia: nasceu em Varsóvia e mais tarde foi criada em Wierzbnik. Seus pais eram sobreviventes judeus do Holocausto da Polônia que sobreviveram ao gueto de Starachowice (onde se conheceram), seguido por suas prisões em Auschwitz e mais tarde nos campos de concentração de Dachau e Bergen-Belsen durante o Holocausto e a Segunda Guerra Mundial. Eles eram adolescentes quando foram inicialmente presos em Auschwitz. "Era uma merda surreal de pré-adolescente", diz Lee, descrevendo como seu pai subornou guardas para levarem sapatos para sua mãe. Depois de um período, sua mãe foi transferida para Bergen-Belsen e seu pai para Dachau. Quando a guerra terminou quatro anos depois, e os Aliados libertaram os campos, Morris saiu em busca de Manya e a encontrou em um campo de deslocados de Bergen-Belsen. Eles se casaram lá e eventualmente emigraram para o Canadá.
Quando Lee começou a escola, seu nome foi registrado incorretamente. Como resultado, Lee cresceu pensando que seu nome do meio era "Lorne". Quando adolescente, ele viu uma cópia de sua certidão de nascimento e descobriu que seu nome do meio era "Lee".
O pai de Lee morreu jovem, o que forçou a mãe de Lee a trabalhar para sustentar seus três filhos administrando a loja de variedades de Newmarket, Ontário, que seu marido possuía e administrava. Lee sugeriu que a morte de seu pai foi provavelmente um fator para ele se tornar um músico: "Foi um golpe terrível perdê-lo, mas o curso da minha vida mudou porque minha mãe não conseguia nos controlar." Ele disse que perder seu pai tão cedo o fez perceber o quão "rapidamente a vida pode desaparecer", o que o inspirou a partir de então a tirar o máximo proveito de sua vida e música.
Lee transformou seu porão em espaço de ensaio para uma banda que ele formou com amigos do ensino médio. Depois que a banda começou a ganhar dinheiro com pequenas apresentações em shows do ensino médio ou outros eventos, ele decidiu abandonar o ensino médio e tocar rock and roll profissionalmente. Sua mãe ficou arrasada quando ele lhe deu a notícia.
| “ | Toda a merda que eu a fiz passar, além do fato de que ela tinha acabado de perder o marido. Eu senti que tinha que ter certeza de que valeria a pena. Eu queria mostrar a ela que eu era um profissional, que eu estava trabalhando duro, e não era apenas um maldito lunático. | ” |

A Jweekly apresentou as reflexões de Lee sobre as experiências de sua mãe como refugiada e sobre sua própria herança judaica. O nome de Lee, Geddy, foi derivado da pronúncia com sotaque polonês de seu primeiro nome, Gary. Isso foi adotado por seus amigos na escola, levando Lee a adotá-lo como seu nome artístico (eliminando seu sobrenome, deixando seu nome do meio como sobrenome) e mais tarde seu nome legal, Geddy Lee Weinrib (substituindo seu primeiro nome).
Depois que o Rush se tornou um grupo de rock amplamente reconhecido, Lee contou ao baterista e letrista do grupo, Neil Peart, sobre a infância de sua mãe. Peart então escreveu a letra de "Red Sector A", que foi inspirada por sua provação. A música, para a qual Lee escreveu a música, foi lançada no álbum de 1984 da banda, Grace Under Pressure. A letra inclui o seguinte verso:

I hear the sound of gunfire at the prison gate

Are the liberators here?

Do I hope or do I fear?

For my father and my brother, it's too late

But I must help my mother stand up straight.

## Carreira musical

### Primeiros anos

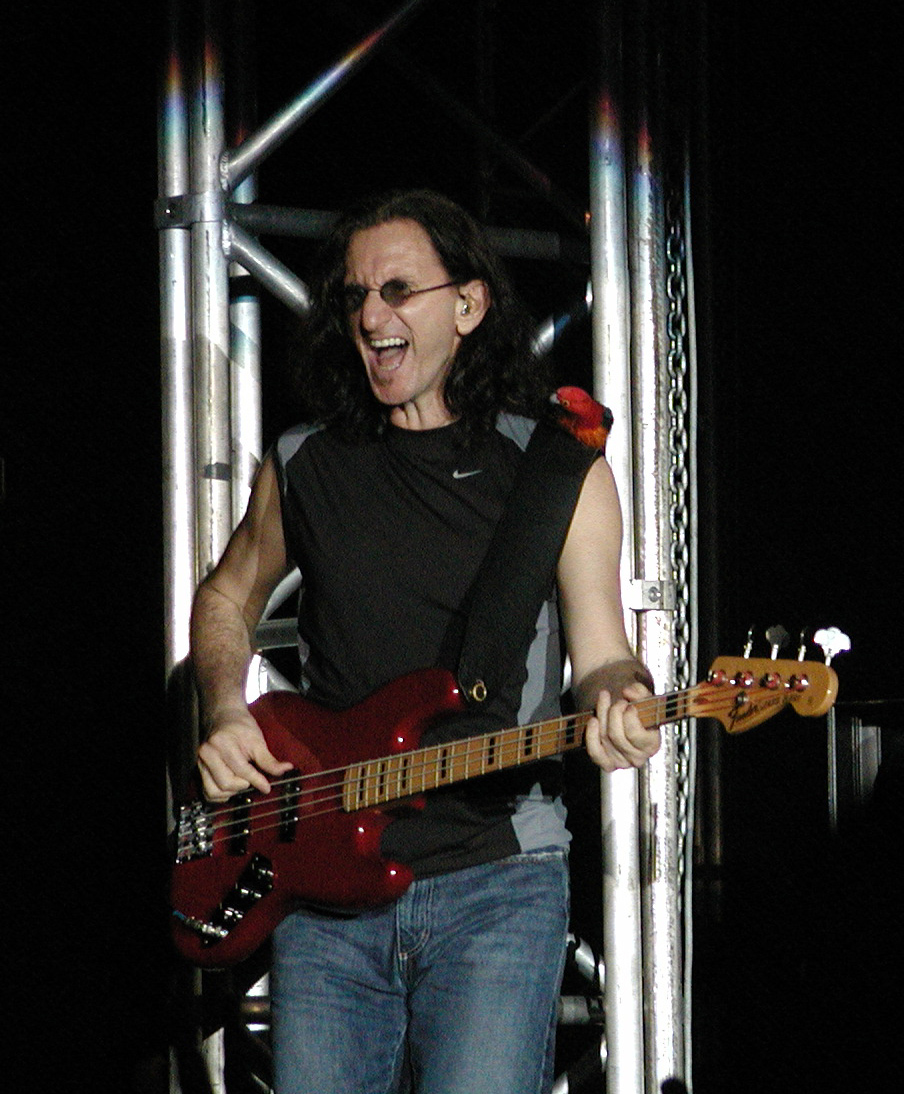
Geddy Lee se apresentando em Milão, 2004

Lee começou a tocar música na escola quando tinha 10 ou 11 anos e recebeu seu primeiro violão aos 14. Na escola, ele tocou bateria, trompete e clarinete. No entanto, aprender a tocar instrumentos na escola não foi satisfatório para Lee, e ele teve aulas básicas de piano de forma independente. Seu interesse aumentou dramaticamente depois de ouvir alguns dos grupos de rock populares da época. As primeiras influências incluíram Jack Bruce do Cream, John Entwistle do The Who, Jeff Beck e Procol Harum. "Eu estava principalmente interessado no rock progressivo britânico inicial", disse Lee. "Foi assim que aprendi a tocar baixo, imitando Jack Bruce e pessoas assim." O estilo musical de Bruce também foi notado por Lee, que gostou que "seu som era distinto - não era chato." Lee também foi influenciado por Paul McCartney, Chris Squire, e James Jamerson.
Em 1969, o Rush começou a tocar profissionalmente em cafés, bailes de colégio e em vários eventos recreativos ao ar livre. Em 1971, eles estavam tocando principalmente músicas originais em pequenos clubes e bares, incluindo o Gasworks de Toronto e o Abbey Road Pub. Lee descreve o grupo durante esses primeiros anos como sendo "guerreiros de fim de semana". Eles estavam trabalhando durante a semana e tocando música nos fins de semana: "Nós ansiávamos por sair do ambiente chato dos subúrbios e das semelhanças infinitas... os shoppings e todas essas coisas... a música era um veículo para nós falarmos." Ele afirma que no começo, eles eram simplesmente "uma banda de rock direta."
Com pouco dinheiro, eles começaram a abrir shows em locais como o Victory Burlesque Theatre de Toronto para a banda de glam rock New York Dolls. Em 1972, o Rush começou a fazer shows completos, consistindo principalmente de músicas originais, em cidades como Toronto e Detroit. À medida que ganharam mais reconhecimento, eles começaram a se apresentar como banda de abertura para grupos como Aerosmith, Kiss e Blue Öyster Cult.

### Estilo

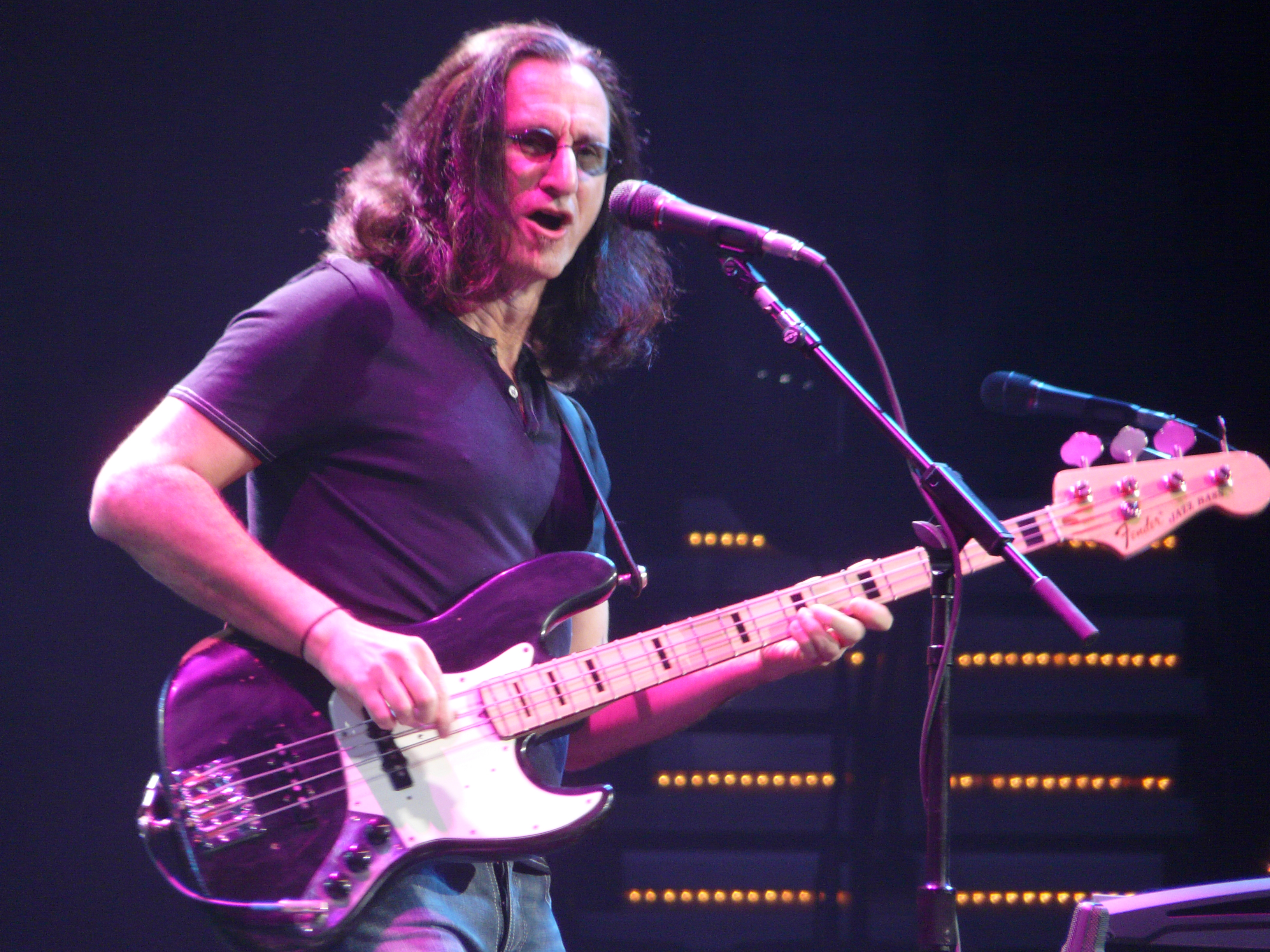
Lee ao vivo em concerto no Xcel Energy Center em 22 de maio de 2008

Assim como o Cream, o Rush seguiu o modelo de um "power trio", com Lee tocando baixo e cantando. Os vocais de Lee produziam um "contratenor" distinto e ressonante. Lee possuía um alcance vocal de três oitavas abrangendo desde o barítono até o tenor, alto e mezzo-soprano; no entanto, seu alcance diminuiu significativamente com a idade. O estilo de tocar de Lee é amplamente considerado por seu uso de agudos altos e execução muito forte das cordas e por utilizar o baixo como instrumento principal, muitas vezes contrapontístico à guitarra de Lifeson. Na década de 1970 e no início da década de 1980, Lee usava principalmente um baixo Rickenbacker 4001, com uma coragem muito perceptível em seu tom. De acordo com Lee, durante a "era do sintetizador" da banda em meados da década de 1980, Lee usou os baixos Steinberger e mais tarde Wal, com este último tendo um tom mais "jazzístico". A partir do Counterparts de 1993, Lee começou a usar o Fender Jazz Bass quase exclusivamente, retornando ao seu som agudo característico. Lee usou o Jazz Bass pela primeira vez para gravar Moving Pictures em músicas como "Tom Sawyer".

### Crescente popularidade
Após vários álbuns iniciais e popularidade crescente, o status do Rush como um grupo de rock disparou nos cinco anos seguintes, enquanto eles consistentemente faziam turnês pelo mundo e produziam álbuns de sucesso, incluindo 2112 (1976), A Farewell to Kings (1977), Hemispheres (1978), Permanent Waves (1980) e Moving Pictures (1981). Lee começou a adicionar sintetizadores em 1977, com o lançamento de A Farewell to Kings. O crítico de teclado Greg Armbruster diz que os sons adicionais dos sintetizadores expandiram as "capacidades texturais" do grupo e permitiram que o trio produzisse um estilo de música rock progressivo orquestrado e mais complexo. Também deu a Lee a habilidade de tocar baixo simultaneamente, já que ele podia controlar o sintetizador com pedais. Em 1981, ele ganhou a enquete da revista Keyboard como "Melhor Novo Talento". No álbum Grace Under Pressure de 1984, Lee estava se cercando de pilhas de teclados no palco.
Na década de 1980, o Rush havia se tornado uma das "maiores bandas de rock do planeta", esgotando os ingressos da arena quando em turnê. Lee era conhecido por seus movimentos dinâmicos no palco. De acordo com o crítico musical Tom Mulhern, escrevendo em 1980, "é deslumbrante ver tanta energia gasta sem um colapso nervoso". Em 1996, sua Test for Echo Tour começou a se apresentar sem um ato de abertura, seus shows durando quase três horas.
O escritor da indústria musical Christopher Buttner, que entrevistou Lee em 1996, descreveu-o como um prodígio e "modelo" para o que todo músico quer ser, observando sua proficiência no palco. Buttner citou a capacidade de Lee de variar assinaturas de tempo, tocar vários teclados, usar controladores de pedal de baixo e controlar sequenciadores, tudo isso enquanto cantava vocais principais em até três microfones. Buttner acrescenta que poucos músicos de qualquer instrumento "podem fazer malabarismos com metade do que Geddy pode fazer sem literalmente cair de bunda". Como resultado, observa Mulhern, a instrumentação de Lee era o "pulso" do grupo e criava uma "seção rítmica de um homem só", que complementava o guitarrista Alex Lifeson e o percussionista Neil Peart. O instrutor de baixo Allan Slutsky, ou "Dr. Licks", credita as "linhas de baixo cortantes e de ponta e o trabalho criativo de sintetizador" de Lee por ajudar o grupo a se tornar "um dos mais inovadores" de todos os grupos que tocam rock de arena. Em 1989, a revista Guitar Player havia designado Lee como o "Melhor Baixista de Rock" na pesquisa de seus leitores nos cinco anos anteriores.
Greg Prato, da AllMusic, escreveu que "poucos baixistas de hard rock foram tão influentes quanto Geddy Lee, do Rush".

### My Favorite Headache
My Favourite Headache, o álbum solo de Lee, foi lançado em 14 de novembro de 2000, enquanto o Rush estava em um hiato após a morte da filha e da esposa de Neil Peart. Músicos associados ao projeto incluem o amigo e colaborador do Rush, Ben Mink, e o baterista Matt Cameron, do Soundgarden e do Pearl Jam.

## Coleções
Lee é um colecionador e colecionou itens de beisebol, baixos vintage e vinhos, com uma coleção de 5.000 garrafas. Quando criança, ele colecionava selos e discos de vinil. Ele passou a colecionar livros de primeira edição, bem como baixos. Lee também é um ávido colecionador de relógios.

### Beisebol

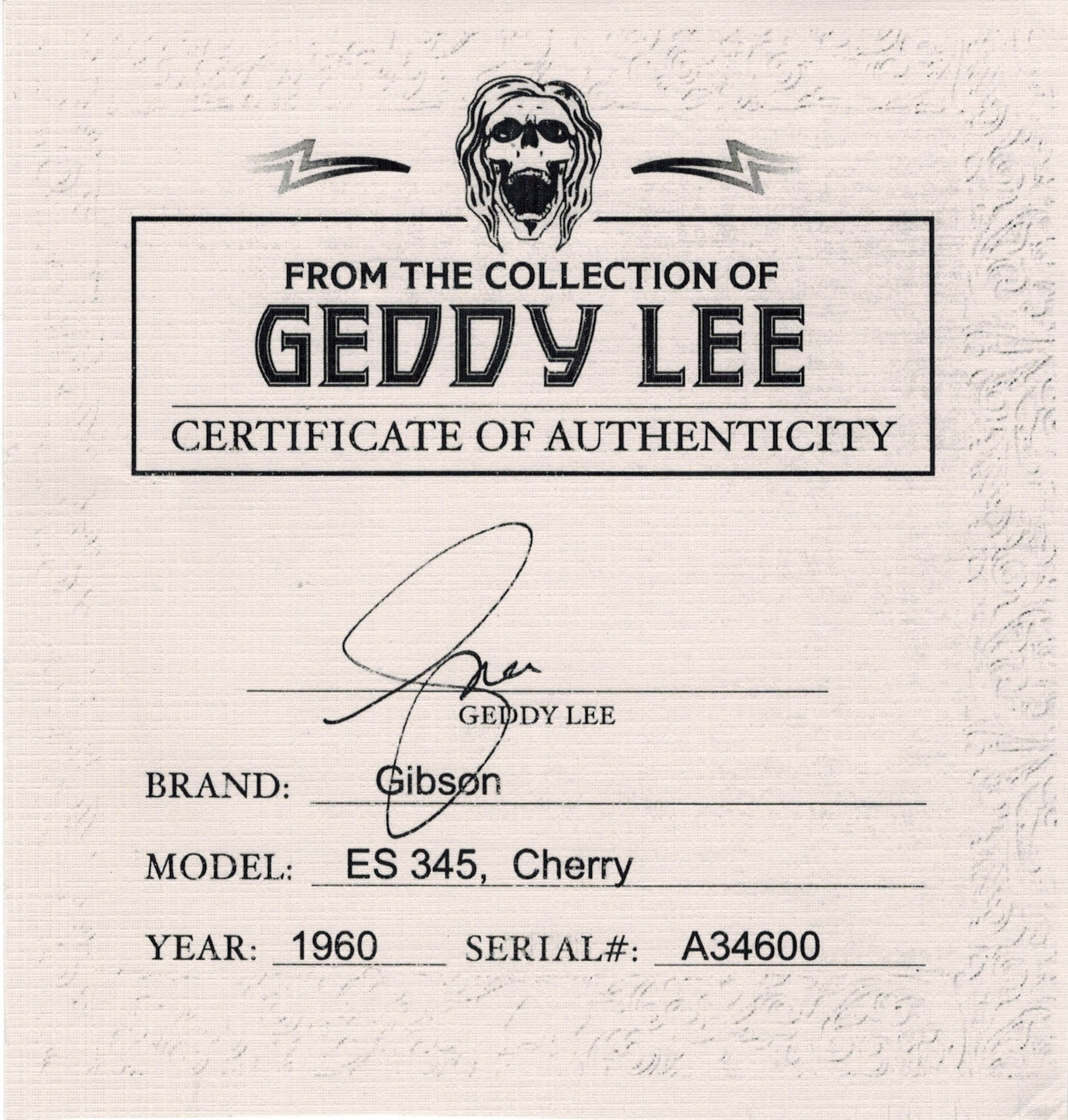
Certificado de autenticidade de Geddy Lee para uma guitarra

Lee também é um fã de beisebol de longa data. Seu time favorito enquanto crescia era o Detroit Tigers, e mais tarde ele se tornou um fã do Toronto Blue Jays depois que eles foram estabelecidos. Na década de 1980, Lee começou a ler as obras de Bill James, particularmente The Bill James Baseball Abstracts, o que levou a um interesse em sabermetria e participação em uma liga de goleiros de beisebol de fantasia. Ele coleciona memorabilia de beisebol, uma vez doando parte de sua coleção para o Negro Leagues Baseball Museum, e lançou o primeiro arremesso cerimonial para inaugurar a temporada de 2013 do Toronto Blue Jays. Lee cantou o hino nacional canadense antes do MLB All-Star Game de 1993. Em 2016, Lee planejou produzir um filme independente sobre beisebol na Itália. Lee é visto regularmente em seu assento atrás da base no estádio Rogers Centre do Toronto Blue Jays com seu cartão de pontuação. Quando a equipe foi forçada a se mudar para Buffalo durante a temporada de 2020, um recorte de papelão de Lee foi colocado em um assento atrás da base.

### Guitarras e baixos
Lee também coleciona guitarras e baixos. Ele tem uma coleção de mais de 250 baixos vintage. Ele possui um Fender Precision Bass de 1961, anteriormente propriedade de John Entwistle do The Who. Ele também possui dois Fender Jazz Bass de 1964 na rara cor Dakota Red.
Em 2019, Lee enviou várias de suas guitarras para a Mecum Auctions, incluindo uma Les Paul Standard de 1959, uma Gibson ES-345 de 1960, uma Fender Stratocaster de 1955, uma Gibson ES-335 de 1960, uma Gibson ES-335 de 1965 e uma Gibson Flying V de 1967.

## Vida pessoal
Lee se casou com Nancy Young em 1976. Eles têm um filho e uma filha. Ele faz viagens anuais para a França, onde se entrega ao queijo e ao vinho. Em 2011, uma fundação de caridade que ele apoia, a Grapes for Humanity, criou a Bolsa Geddy Lee para estudantes de vinificação no Niagara College. Lee se descreveu como um ateu judeu, explicando a um entrevistador: "Eu me considero um judeu como raça, mas não tanto como religião. Não estou nem um pouco a fim de religião. Sou um ateu judeu, se isso é possível."